# Piestrzenica olbrzymia

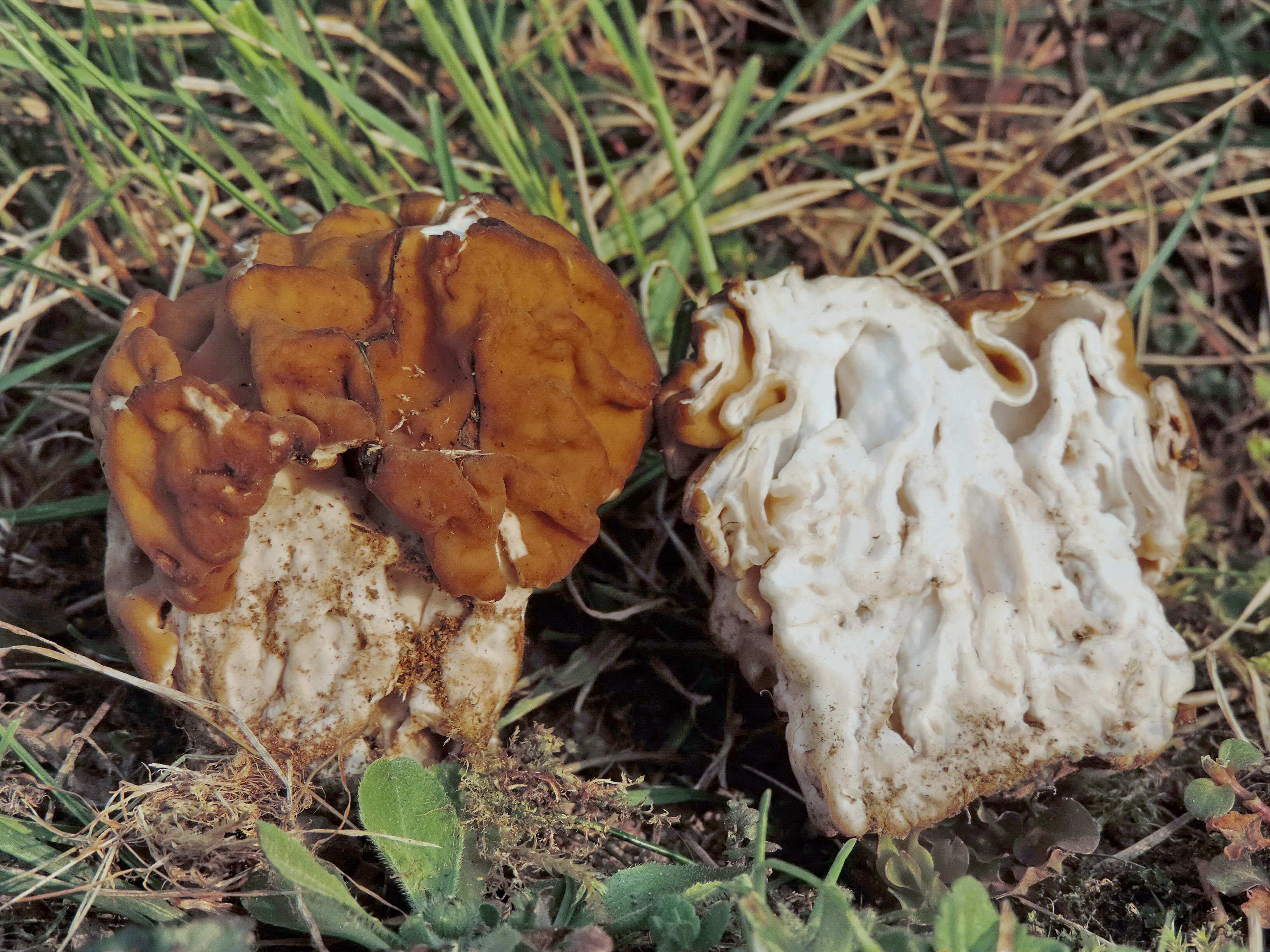

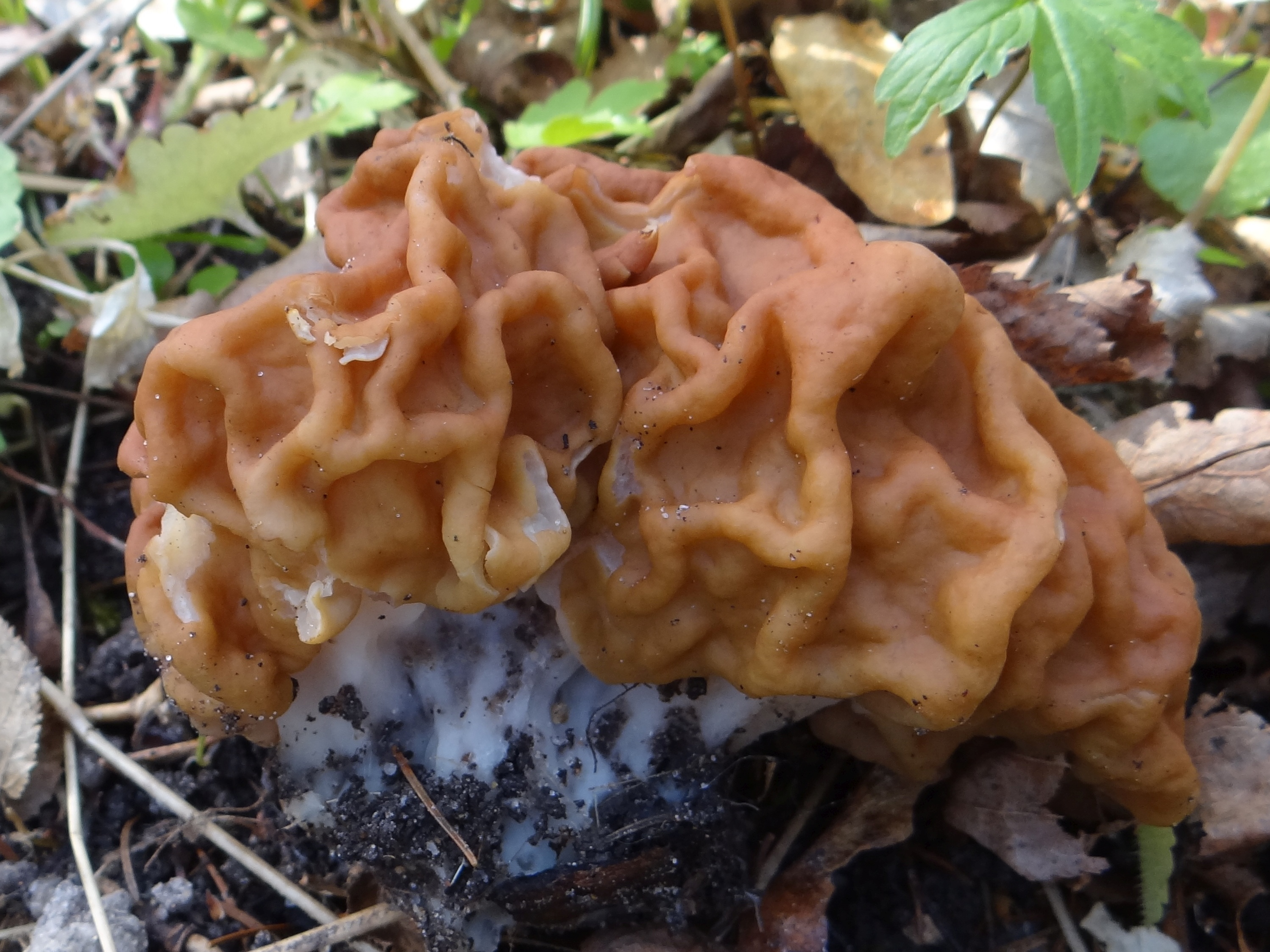

Piestrzenica olbrzymia (Gyromitra gigas (Krombh.) Cooke) – gatunek grzybów z rodziny krążkownicowatych (Discinaceae).

## Systematyka i nazewnictwo
Pozycja w klasyfikacji według Index Fungorum: Gyromitra, Discinaceae, Pezizales, Pezizomycetidae, Pezizomycetes, Pezizomycotina, Ascomycota, Fungi.
Po raz pierwszy takson ten zdiagnozował w 1834 r. Julius Vincenz von Krombholz nadając mu nazwę Helvella gigas. Obecną, uznaną przez Index Fungorum nazwę nadał mu w 1878 r. Mordecai Cubitt Cooke, przenosząc go do rodzaju Gyromitra.
Synonimy:
- Discina gigas (Krombh.) Eckblad 1968
- Helvella gigas Krombh. 1834
- Maublancomyces gigas (Krombh.) Herter 1950
- Neogyromitra gigas (Krombh.) S. Imai 1938

## Morfologia
Główka
Średnica 5–15 cm. Jest nieregularnie, falisto lub mózgowato powyginana, o płatach przygiętych do nasady trzonu lub też mocno z nim zrośniętych. Ma barwę odjasnooliwkowożółtej do ochrowożółtej, w miarę dojrzewania ciemnieje. W środku pusta, biaława.
Trzon
Biały albo bladoochrowy; gruby, stosunkowo krótki, zwężający się ku podstawie, rzadziej nieco bulwkowaty, falisto bruzdowany, o gładkiej powierzchni; komorowaty i pusty wewnątrz. Ma długość od 1/5 do 1/4 wysokości główki i często taką samą jak ona szerokość. Przechodzi w główkę płynnie.
Miąższ
Biały, woskowaty i bardzo łamliwy, o smaku łagodnym, bez zapachu.
Wysyp zarodników
Biały. Zarodniki elipsoidalne, o powierzchni drobno brodawkowanej i rozmiarach 18–24 × 8–10 µm. Na końcach są zgrubiałe.
Gatunki podobne
Bardzo podobna jest piestrzenica kasztanowata (Gyromitra esculenta). Jest znacznie pospolitsza, mniejsza i zazwyczaj ciemniej ubarwiona. Cechy te nie są jednak wystarczające do pewnego rozróżnienia tych gatunków; owocniki piestrzenicy olbrzymiej nie od razu są duże, trafiają się mniejsze okazy także wśród dojrzałych owocników, a u piestrzenicy kasztanowatej występują podobnie, jasnobrązowo ubarwione okazy. Pewnie można rozróżnić te gatunki tylko badaniem mikroskopowym; u piestrzenicy kasztanowatej zarodniki są gładkie i bez zgrubień na końcach.

## Występowanie i siedlisko
Notowana jest w niektórych krajach Europy. W Ameryce Północnej występują bardzo podobne i blisko spokrewnione, ale odrębne genetycznie gatunki Gyromitra montana oraz Gyromitra korfii. W Polsce występuje.
Pojawia się od marca do maja w wilgotnych lasach liściastych, zwłaszcza brzozowych i grabowych, ale także w lasach świerkowych. Rozwija się na rozkładającym się i zagrzebanym w ziemi drewnie i korze.

## Znaczenie
Piestrzenica olbrzymia zawiera tylko śladowe ilości gyromytryny, ale odradza się jej spożywanie ze względu na ogromne podobieństwo do bardzo trującej piestrzenicy kasztanowatej.